# متکبرها
متکبرها (به انگلیسی: The High and the Mighty) یک فیلم آمریکایی به کارگردانی ویلیام ولمن است که در سال ۱۹۵۴ منتشر شد.
دیمیتری تیومکین برای ساخت موسیقیِ متنِ این فیلم، برندهٔ جایزه اسکار گردید.

## بازیگران
- جان وین
- کلر تروور
- رابرت استاک
- جن استرلینگ
- فیل هریس
- لارین دی
- دیوید برایان
- پال کلی
- داگلاس کندی
- رالف داسون
- ویلیام کمبل
- جرج چندلر
- ویلیام هوپر